# Linsenberg 3 (Runkel)

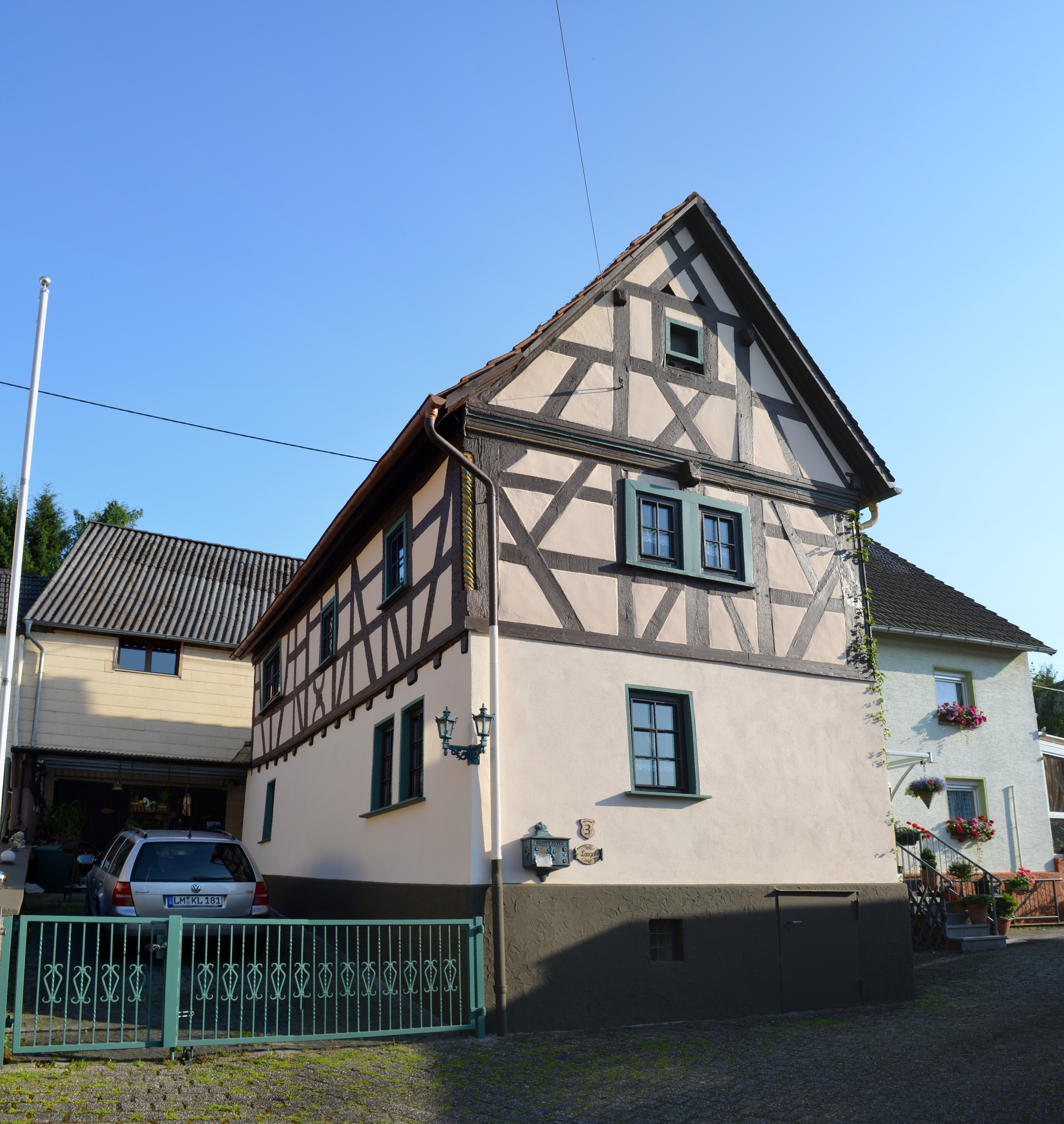
Fachwerkhaus Linsenberg 3 in Runkel

Das Gebäude Linsenberg 3 in Runkel, einer Gemeinde im mittelhessischen Landkreis Limburg-Weilburg, wurde im 18. Jahrhundert errichtet. Das zweigeschossige Fachwerkhaus ist ein geschütztes Kulturdenkmal. 
Das Wohnhaus einer Winkelhofreite ist ein schmaler gestreckter Bau über ausgleichendem Sockel. Am Giebel sind Mannfiguren zu sehen, sie fehlen an der inneren Traufseite. 
Bemerkenswert sind das profilierte Rähm des Obergeschosses und die Eckstütze, die aus einem Taustab gebildet wird, aus dessen Ende eine kleine Kopfmaske lugt.